# Sanchin dachi
Sanchin dachi es una de las posiciones típicas de las artes marciales japonesas y okinawenses como el Karate. Una pierna ligeramente adelantada, con ambos pies en rotación interna. Las rodillas en el momento inicial están semiflexionadas para terminar fijando la posición al estirarlas y haciendo una elevación anterior de la cadera.
El sanchin-dachi es una de las posiciones básicas del karate, se caracteriza por su estabilidad y fuerza. Tiene una longitud anteroposterior corta, quedando la punta de los dedos del pie posterior a la altura de la mitad del pie adelantado, y una anchura aproximada al ancho de hombros. El peso del cuerpo se reparte de forma equitativa en ambas piernas.
- Datos: Q1671125